# USS Olympia (C-6)
Pour les autres navires du même nom, voir USS Olympia.
Le USS Olympia (C-6/CA-15/CL-15/IX-40) est un croiseur protégé de la Marine des États-Unis. Il fut en service en 1895 jusqu'en 1922. Ce navire est devenu célèbre comme le navire amiral du commodore George Dewey à la bataille de la baie de Manille au cours de la guerre hispano-américaine en 1898. 
Le navire est désormais un navire musée de l'Independence Seaport Museum de Philadelphie, visible sur le complexe de Penn's Landing. Il est National Historic Landmark depuis 1966. Il est nommé d'après la ville d'Olympia.

## Historique
Il servit dans l'escadre du Pacifique comme navire amiral, participant à la Guerre hispano-américaine, à la bataille de Cavite .
En novembre 1899, il fut modernisé. Entre 1902 et 1906, il navigue dans les Caraïbes, l' Atlantique et la Méditerranée, en servant jusqu'en 1909 comme navire-école. En 1910, son artillerie principale a été retirée et remplacée par un seul canon de 127 mm dans chaque tourelle. Deux des canons de 203 mm sont envoyés à Corregidor.

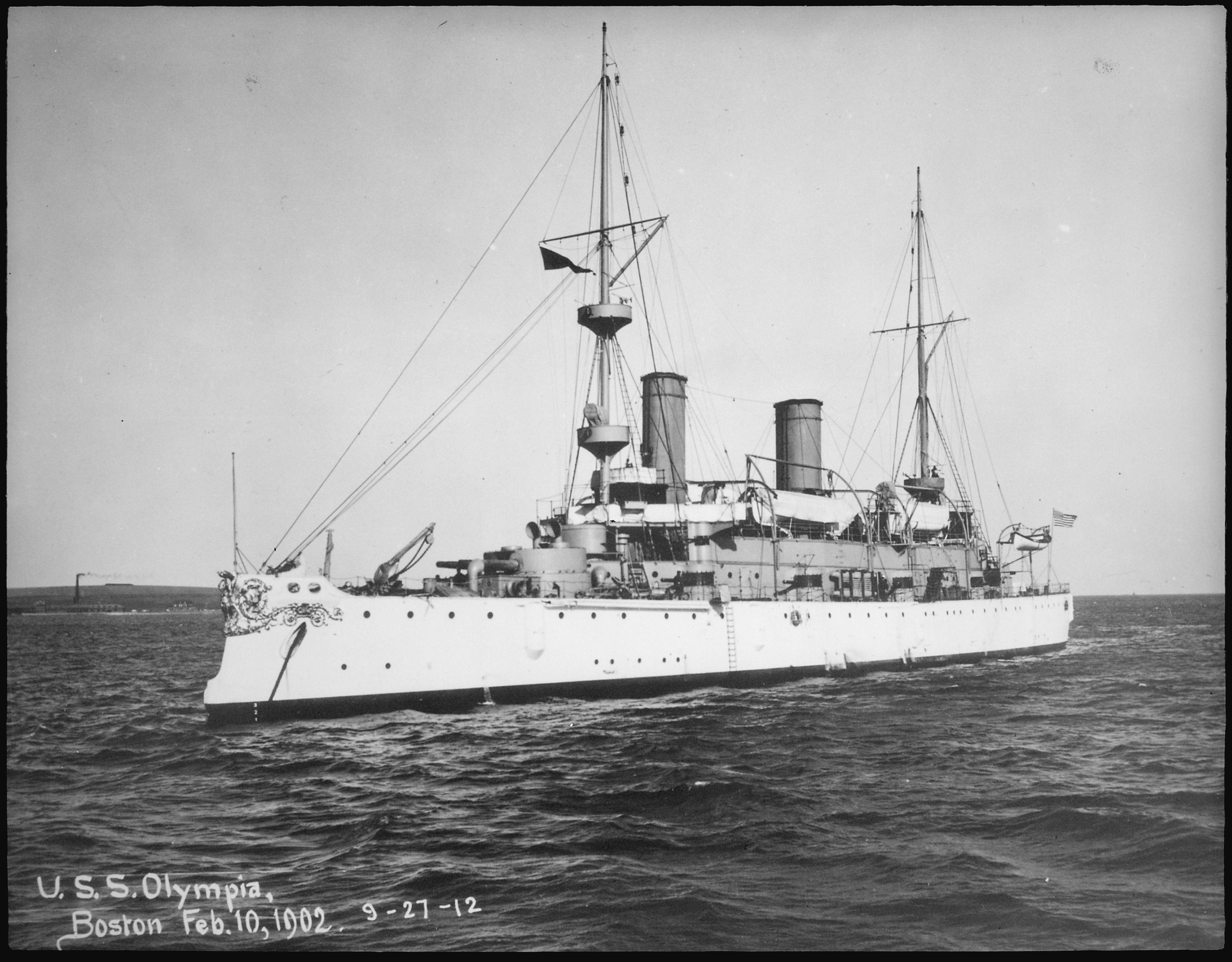
Olympia en 1902

Entre 1912 et 1916, il a été utilisé comme logement à Charleston, en Caroline du Sud. En 1916 il est remis en service, dans l'Atlantique, l'Arctique et la Méditerranée. En 1918, il participe au débarquement de Mourmansk. En 1919, il a navigué dans l' Adriatique, prenant part à des actions à Trogir.
En novembre 1921, il a été utilisé pour transporter le corps du soldat inconnu de la Première Guerre mondiale aux États-Unis. En décembre 1922, il est retiré du service et conservé comme monument. En 1957, il est cédé à l'association Olympia qui lui redonne son aspect d'origine de 1898.

## Galerie

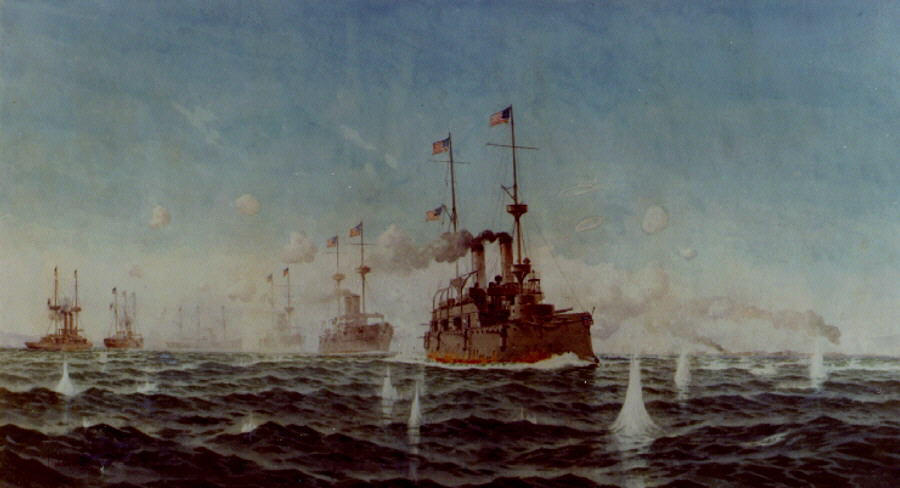
L'USS Olympia lors de la bataille de la baie de Manille, peinture de Fred S. Cozzens, sans date
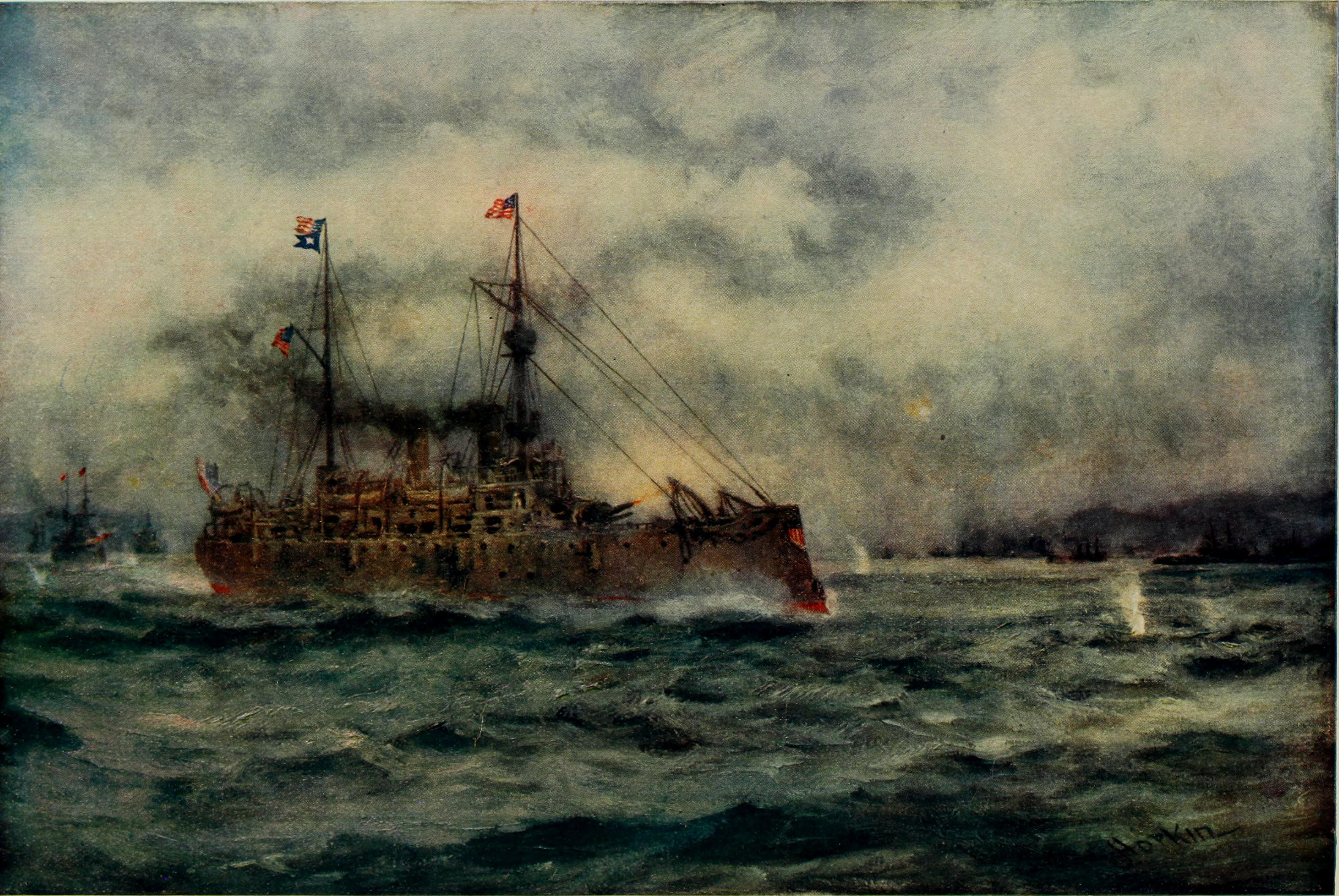
Le premier coup de feu de l'USS Olympia lors de la bataille de la baie de Manille, peinture de Robert Hopkin, sans date